# 太田市立駒形小学校
太田市立駒形小学校（おおたしりつ こまがたしょうがっこう）は、群馬県太田市植木野町にある公立小学校。

## 歴史
太田市立駒形小学校は1984年開校。
太田市立韮川小学校が過大規模校となったため開校。
開校当初から楷の木が駒形小学校のシンボルである。

## 学区
- 上小林町[1]
- 植木野町
- 矢場新町
- 矢場町
- 東新町、高瀬町（一部）

## 学校周辺
- 太田市立城東中学校